# Costa Vece
Costa Vece (* 10. Mai 1969 in Herisau) ist ein Schweizer Video- und Installationskünstler.

## Leben und Wirken

### Leben
Costa Mauro Vece wuchs im Kanton Appenzell Ausserrhoden in einer Migrantenfamilie auf; seine Mutter war Griechin, sein Vater Italiener. Von 1989 bis 1994 besuchte er in Zürich die F+F Schule für experimentelle Gestaltung. 1998 hatte er seine erste Einzelausstellung im Zürcher Helmhaus, 1999 war er auf der 48. Biennale von Venedig vertreten. Er bekam den „Eidgenössischen Preis für freie Kunst“ (1997–1999), erhielt zahlreiche weitere Stipendien und nahm an vielen internationalen Gruppenausstellungen teil. Einzelne Werke befinden sich im Kunsthaus Zürich, im Migros Museum für Gegenwartskunst sowie in der Galerie Hauser & Wirth. Viele seiner Installationen befassen sich mit den Themen Wanderschaft und Migration.
Costa Vece lebt und arbeitet in Berlin und Zürich.

### Künstlerisches Wirken

#### „Revolucion Patriotismo“ und „La Promessa“
Costa Veces Serie Revolucion Patriotismo, deren Themenbereich Fragen zu Begriffen wie Heimat, Migration, Volksgefühl und Freiheitskampf stellt, ein Work in progress, wurde als Projekt in mehreren Ländern gezeigt. Es sind Installationen, die aus (zum Beispiel mit Stacheldraht) verbarrikadierten und unbetretbaren Orten bestehen. Das sind unter anderem mit Nationalflaggen und Parolen versehene Objekte und Zelte, von denen sich der Besucher ausgegrenzt fühlt, die aber auch transportable Zufluchtsstätten darstellen können und etwa an Flüchtlingslager in Krisengebieten erinnern. Diese Installationszeichen von Heimatlosigkeit, die andererseits auch zeigen, dass man gegen die Situation revoltieren kann, werden im Buch, dessen Titel zwei Hauptstraßen in Mexiko-Stadt entlehnt ist, ergänzt durch dokumentarische Fotos und Zeitungsausschnitte. Veces Migrationshintergrund spielt in seinen Arbeiten häufig eine Rolle, so auch in dem Film La Promessa, der seine Mutter bei einem Gang in Appenzell begleitet. Sie schildert in gebrochenem Schweizerdeutsch, wie schwierig es war, mit schlecht bezahlter Arbeit ihre Kinder großzuziehen. Diese Filmarbeit „fungiert als spannendes soziales Zeitdokument, gleichzeitig vibriert sie von der Beziehung zwischen der Mutter, die aus dem Ausland ins damals enge Appenzell gekommen ist, und dem Sohn, der als angesehener Künstler den Sprung ins Ausland geschafft hat“.

#### „La fin du monde“ und Veces Kunstschaffen
Für die 49. Internationalen Kurzfilmtage Oberhausen sammelte Vece 2003 in Kaufhäusern und Supermärkten der Stadt Paletten, Kisten und Kartons und baute daraus in einem Kinosaal für einen Tag einen Leuchtturm. Aus diesen Behältnissen, die die Güter der Welt transportierten, wurden Bilder an die Wand projiziert, „die eher eine Endzeitstimmung verbreiteten“. In der Reihe „Schirn Re:set“, in der in Frankfurt wegweisende Werke junger Künstler gezeigt werden, die nur einmal kurz öffentlich vorgelegt wurden, baute Vece 2004 den neun Meter hohen Karton-Leuchtturm mit dem Titel La fin du monde noch einmal auf. Die Videosequenzen, die er daraus ausstrahlte, stammten zum Teil aus Filmen wie 2001: Odyssee im Weltraum und Koyaanisqatsi. „Der Leuchtturm, ein Symbol für allerlei Immaterielles wie Hoffnung und Fernweh, wird so zum Teil der globalisierten Welt des Handels.“ Beachtung fand seine Ausstellung Heaven can wait (2006), doch das Schweizer Fernsehen meinte, „seine schönste Installation, Mama Goes to Art, war an der Biennale in Venedig zu sehen“. Die Kunstkritikerin Claudia Spinelli äußerte sich über sein Kunstschaffen in der Weltwoche: „Costa Vece artikuliert sich, weil er uns zum Nachdenken bringen möchte. Damit gehört er, mit Thomas Hirschhorn, Gianni Motti […], zur wachsenden Gruppe von Schweizer Künstlern, deren Kunst sozialpolitisch motiviert und – da aus einem persönlichen Hintergrund genährt – unbedingt glaubwürdig ist.“

### Zitat
- „Meine Arbeitsweise ist die, dass ich viel fotografiere und anhand der Fotos viele meiner Arbeiten entwickle, ich schreibe die Ideen auf und mache Skizzen. Ich schaue aber auch viele Filme an und wenn ich Szenen sehe, die mich interessieren, kopiere ich die raus und bearbeite sie. […] Bei meiner Arbeit geht es darum, ein bestimmtes Gefühl zu vermitteln, etwas das in einem was auslöst wie etwa Wut, Melancholie, ein Glücksgefühl oder eine Ratlosigkeit. Etwas Menschliches.“ (Costa Vece im Interview mit Patrick Schaefer[6].)

## Ausstellungen

### Einzelausstellungen (Auswahl)
- 2012: Kunstraum Kreuzlingen
- 2006: Kunstmuseum Solothurn
- 2006: Georg Kargl Fine Arts, Wien
- 2005: Galleria Franco Noero, Turin
- 2004: Schirn Kunsthalle, Frankfurt/M.
- 2004: Centre d’Art Santa Mònica, Barcelona
- 2004: Ex Teresa Arte Actual, Mexiko-Stadt
- 2002: Art Statements, Art Basel Miami
- 2001: Look back in anger, Migros Museum für Gegenwartskunst, Zürich
- 2001: Galerie Peter Kilchmann, Zürich

### Gruppenausstellungen
- 2008: Berlinische Galerie, Berlin
- 2007: Migros Museum für Gegenwartskunst, Zurich
- 2007: Fotomuseum Winterthur
- 2006: Museum Morsbroich
- 2005: Martin-Gropius-Bau, Berlin
- 2003: Museion, Bozen
- 2003: Internationale Kurzfilmtage Oberhausen
- 2001: Witte de With – Center for Contemporary Art, Rotterdam
- 1999: Biennale Venedig
- 1998: Kunsthaus Zürich

### Bücher und Ausstellungskataloge
- Costa Vece: Revolucion – Patriotismo, herausgegeben von Axel Lapp, The Green Box, Berlin 2012, ISBN 978-3-941644-34-2
- Costa Vece, Rayelle Niemann, Sabine Rusterholz, dark days, Edition Fink, Zürich 2006, ISBN 3-906086-95-X
- Costa Vece: Works from 1992–2002, herausgegeben von Rein Wolfs, Edition Unikate, Zürich 2002, ISBN 3-908617-15-4

### Sekundärliteratur
- Marion Bornschier: Sternstunde Kunst: Kunst und Brot. Thomas Hirschhorn, Shirana Shahbazi, Costa Vece – Künstlerkarrieren. Film. SF 1 2007
- Rayelle Niemann: Von Aussen und Innen. In: Costa Vece. Dark Days. Kunstmuseum Solothurn. edition fink, Zürich 2006. ISBN 3-906086-95-X
- Sabine Rusterholz: Heaven can wait. 2006. Pressetext. Auf kunstaspekte.de kunstaspekte.de
- Patrick Schaefer: Fragen an Costa Vece. In: L'art en jeu. 2004. art-en-jeu.ch (Memento vom 2. Oktober 2008 im Internet Archive)
- Claudia Spinelli: Prüf mit. Costa Vece weiss, was die Schweiz zusammenhält. In: Die Weltwoche. Nr. 23-2006
- Hans-Peter Wittwer: Vece, Costa. In: Biografisches Lexikon der Schweizer Kunst. Hrsg.: Schweizerisches Institut für Kunstwissenschaft. Verlag Neue Zürcher Zeitung, Zürich